# Fiat-Hitachi
La Fiat-Hitachi è stata una società del gruppo Fiat nata nel 1987 dall'unione della Fiat Macchine Movimento Terra con le attività dello stesso settore della società giapponese Hitachi. Si occupava della costruzione di macchine movimento terra, come escavatori idraulici, pale meccaniche, apripista, livellatori, caricatori ecc. A seguito della rottura del rapporto commerciale fra Fiat e Hitachi, quest'ultima ha continuato a commercializzare i suoi prodotti con il marchio Hitachi in Europa, Fiat invece ha aperto un nuovo accordo con Kobelco che ha portato poi a CNH Global.
Nel 1998, FiatGeotech ha completato l'acquisizione del noto produttore tedesco di escavatori O&K, durante l'acquisizione del gruppo americano Ford-New Holland. Successivamente, nel 1999, ha acquisito anche il gruppo americano Case IH.

## Escavatori idraulici

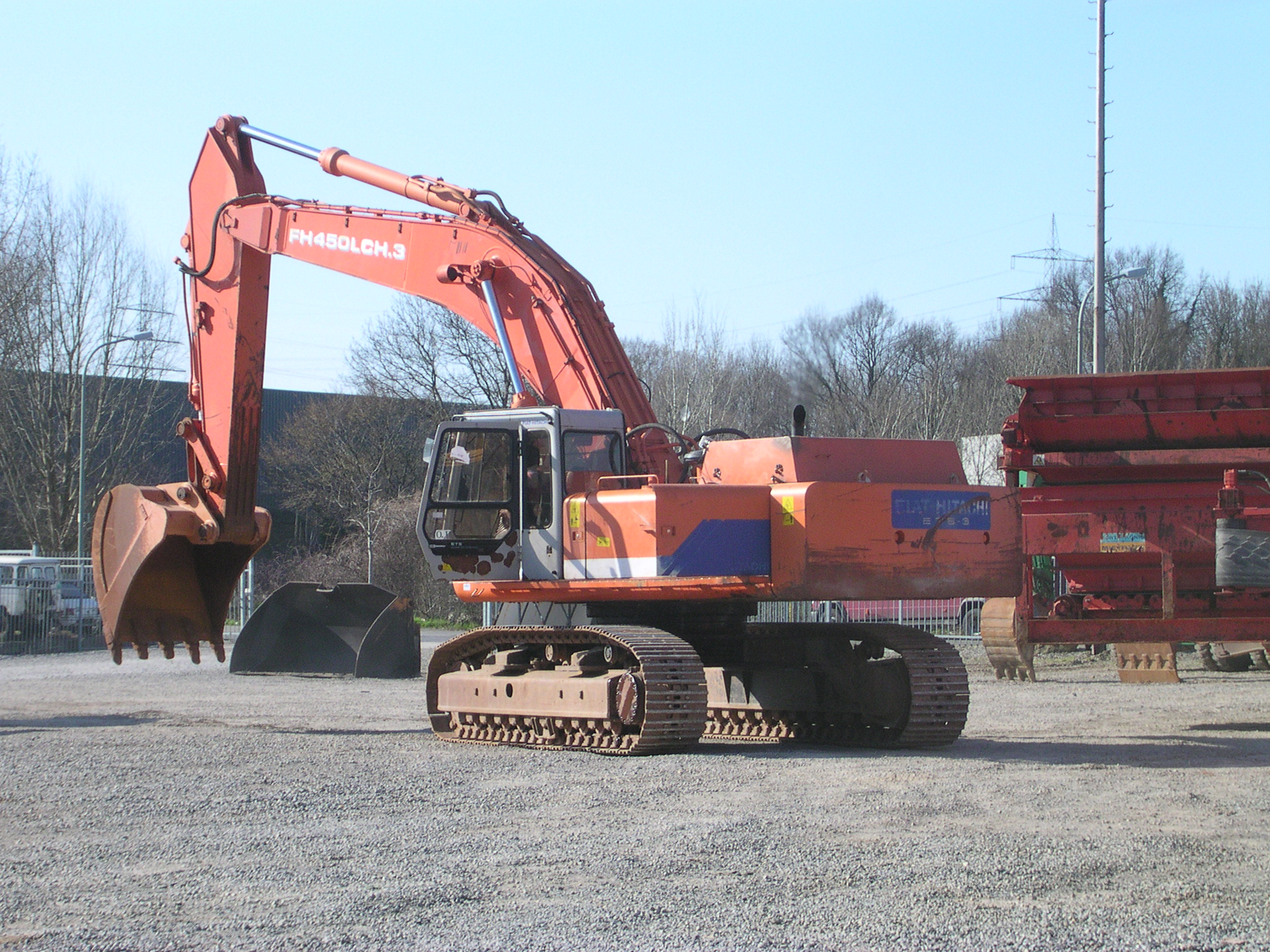
Escavatore Fiat Hitachi FH 450 LCH
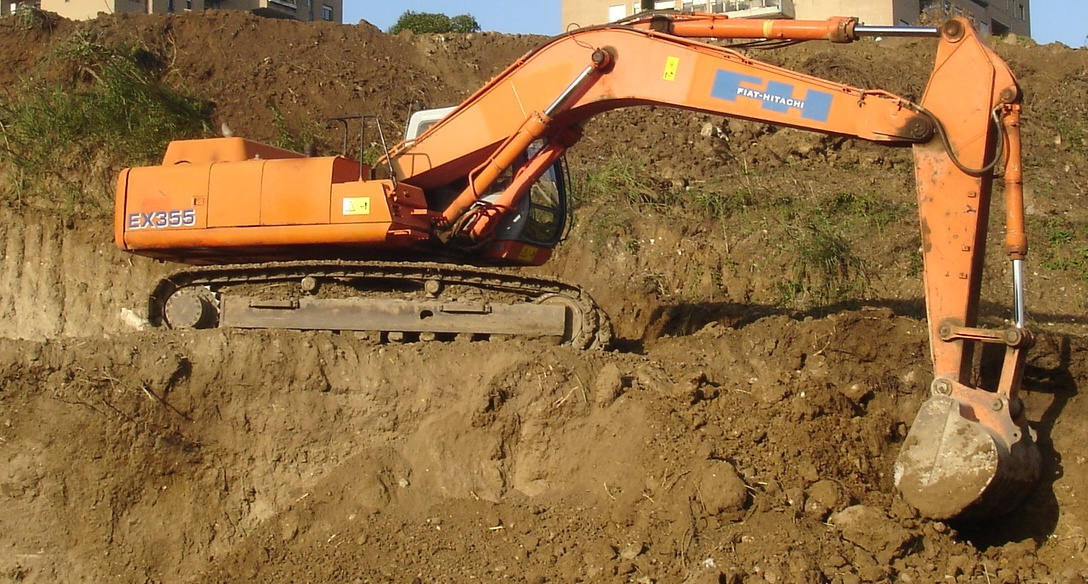
Fiat Hitachi EX 355 durante un'operazione di sbancamento
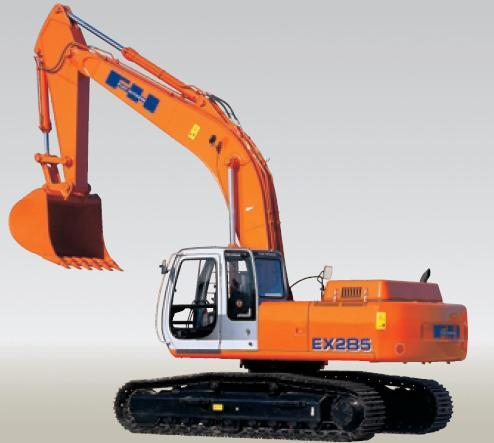
Fiat Hitachi EX 285

## Pale meccaniche
Le altre macchine per lavori pubblici hanno sempre mantenuto le denominazioni Fiat MMT.

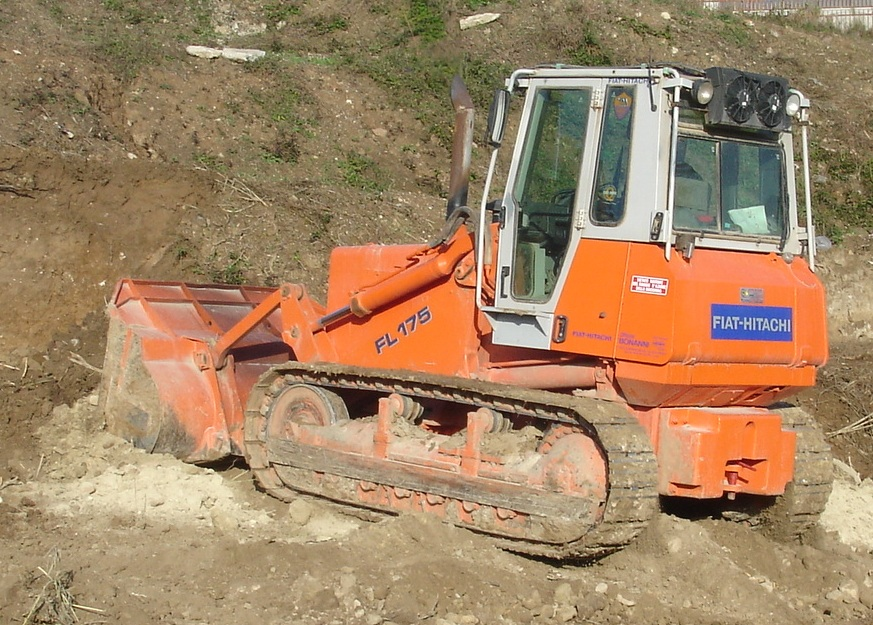
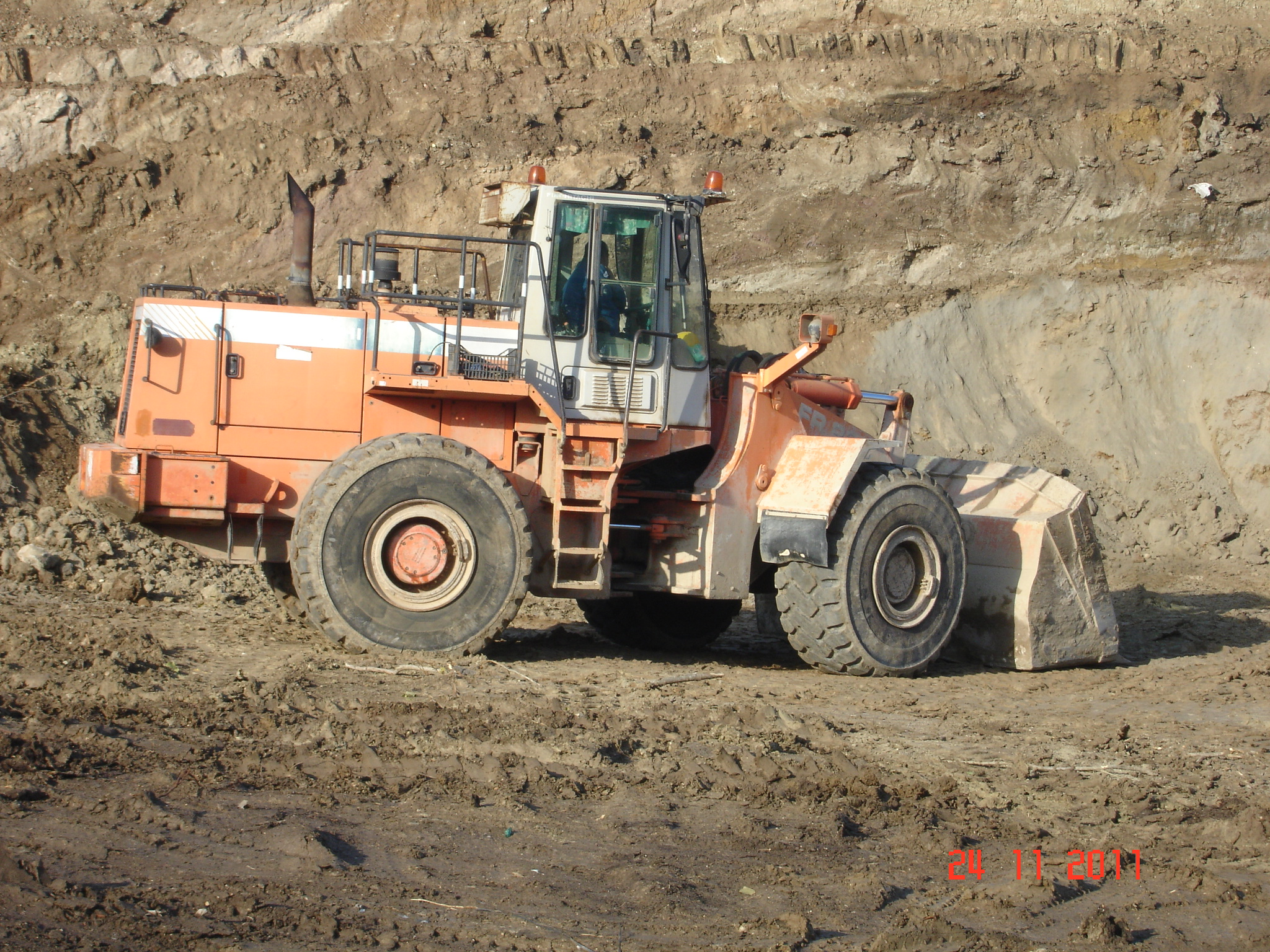